# محمود صبحي
محمود صبحي (1922 - 1989)هو ممثل وكاتب سيناريو ومنتج مصري.

## حياته ومسيرته
بدأ نشاطه الفني في منتصف خمسينيات القرن العشرين. عمل بالمسرح والسينما والتلفزيون، قدم أدواراً ثانوية مساعدة كانت غالبا دور المدير أو القاضي أو المسئول الكبير أو رجل الأعمال، وقد عمل مديراً لمسرح الريحاني. وهو والد الفنان محمد صبحي.
كان مدير فرقة يوسف وهبى، ومدير التسويق بهيئة المسرح والسينما والموسيقى والفنون الشعبية، كان محمود، بمثابة دينمو يتحرك على الأرض، حيث كانت مهمته تسويق حفلات مسرح الدولة ومسرح القطاع الخاص، وحفلات أم كلثوم وعبد الحليم حافظ وغيرهم من كبار نجوم هذه المرحلة.

## أعماله

### تمثيل
اليوم المفقود
1988 - مسرحية
الذئب الأزرق
1986 - مسلسل
لمن يبتسم القمر
1986 - فيلم
الأخطبوط
1984 - مسلسل
آدم يعود للجنة
1982 - فيلم
الحب والسنين
1978 - مسلسل
الغضب / وراء المجهول
1978 - مسلسل
المجهول
1977 - مسلسل
همسات الليل
1977 - فيلم
الحواجز الزجاجية
1974 - مسلسل
عندما يشتعل الرماد
1973 - مسلسل
مأساة الدكتور حسني
1973 - فيلم
عميد الكلية
الحائرة
1972 - مسلسل
الاختيار
1971 - فيلم
بريء في المشنقة
1971 - فيلم
محامي أشرف
الساعات الرهيبة
1970 - فيلم
رجال بلا ملامح
1970 - فيلم
الدكتور
عبود عبده عبود
1970 - مسرحية
الأبواب المغلقة
1966 - مسلسل
الناس مقامات
1954 - فيلم
وتبقى الذكريات
0 - سهرة تليفزيونية

### انتاج
الهمجي
1985 - مسرحية
إدارة الإنتاج
إنت حر
1981 - مسرحية
مدير الإنتاج